# Montpelier (Ohio)
Montpelier – wieś w Stanach Zjednoczonych, w stanie Ohio, w hrabstwie Williams.